# 피닉스 (애리조나주)
피닉스(영어: Phoenix)는 미국 애리조나주의 주도이자 애리조나주에서 인구가 가장 많은 도시이다. 매리코파 카운티의 군청 소재지이기도 하다. 2007년 기준 인구는 1,512,986명으로 미국에서 인구가 여섯 번째로 많은 도시이며, 미국의 주도 중에서는 인구가 가장 많은 도시이다. 피닉스 통계국(MSA)에 따르면 피닉스 도시권은 2007년 기준으로 4,179,427명의 인구로 13번째로 큰 도시권이다. 콜로라도 고원의 남쪽 기슭에 있어 겨울의 기후가 건강에 좋으며, 경치가 좋아 휴양지로서 유명하다.

## 역사
피닉스에 최초로 정착한 민족은 호호캄족으로, 217km 길이의 운하를 건설해 관개 농업을 했다. 가까이는 주변 부족들과 멀리는 메소아메리카 문명과 무역을 했다. 1300년과 1450년 사이 극심한 가뭄과 홍수가 반복되자 이들은 지역을 떠났다. 카운티의 어원이 되는 매리코파족들을 포함한 여러 부족들이 이들의 빈자리를 매웠다.
멕시코-미국 전쟁에서 승리한 미국은 현재의 애리조나주를 포함한 뉴멕시코 준주를 할양받았다. 미국 육군은 원주민들의 봉기를 진압하기 위해 1865년 요새를 세웠다.
피닉스는 서부의 다른 도시들에 비해 성장이, 느려 1930년 덴버 인구가 28만 8천명에 달할 때 피닉스는 4만 8천명에 불과했다. 대공황과 제2차 세계 대전은 도시의 발전을 더욱 지연시켰다. 20세기 초 도시의 최대 산업은 감귤류와 목화를 포함한 농업이었다. 유니언 퍼시픽 철도와 연관된 운송업도 주요 산업이었다.
전후 피닉스는 본격적으로 발전하기 시작해 1950년 처음으로 미국 100대 도시에 포함되었다. 퇴역 군인들을 위해 대규모로 주택이 건설되었는데 이들 중 상당수는 전쟁 중 피닉스에서 훈련을 받았던 군인이었다. 1950년대 인구는 4배 증가해 43만 9천명에 달했고, 도시의 면적도 11배 증가했다. 에어컨의 보급과 주간고속도로의 건설도 피닉스의 성장에 기여했다.
피닉스의 경제는 농업에서 제조업과 서비스업 중심으로 바뀌고, 인텔과 모토로라, 맥도널 더글러스같은 첨단 기업들이 도시의 중요한 고용원이 되었다. 피닉스의 도시 경관은 다른 미국 도시들처럼 다운타운 중심의 고밀도에서 단독주택과 쇼핑센터가 중심지 없이 뻗어나간 모습이 되었다. 피닉스 40이라 불린 기업가들은 로비를 통해 스프롤 현상을 밀어붙였다.
베이비붐 세대가 성년이 된 1970년대에 피닉스는 저렴한 주택들을 건설하며 계속 성장을 이어갔지만 빠른 성장으로 도시 문제들이 나타났다. 다운타운은 무관심속에 방치되었고, 자동차 중심 개발로 대중교통 투자는 절대적으로 부족했다. 주민들은 도시의 문제에 무관심했고 경기가 좋지 않을 때는 곧바로 떠났다.
1984년 시장에 당선된 테리 고다드는 기존의 개발 방식과 거리를 두고 다운타운과 대중교통에 투자하기 시작했다. 1990년 상업활동촉진지구(BID)로 선포된 다운타운은 기업과 예술가들을 유치했다. 2000년에 피닉스와 템피, 메사를 연결하는 경전철 건설을 위해 0.5%의 부가가치세를 부과하는 법안이 통과되었다. 부동산 거품의 붕괴와 뒤이은 대침체로 도시의 성장이 다소 느려졌지만, 피닉스는 여전히 미국에서 가장 빠르게 성장하는 도시 중 하나이다.

## 정치
피닉스 시의회는 시장과 시의원 8명으로 이루어져 있다. 시장과 시의원들은 표결에서 같은 권한을 가진다. 시장은 도시 전체에서 선출되지만, 시의원들은 지역구 별로 선출된다. 현재 피닉스의 시장은 민주당 소속의 케이트 갈레고이다.
피닉스에는 애리조나주의 주도로서 주의회와 많은 기관들이 있다. 이들은 대부분 다운타운 서쪽에 있다.
애리조나주는 1948년 미국 대통령 선거 이후 2020년 미국 대통령 선거까지 계속해서 공화당을 지지해왔지만, 피닉스가 있는 매리코파 카운티는 민주당 지지세가 상대적으로 강하다.

## 경제
피닉스의 경제는 전통적으로 5C(copper, cattle, climate, cotton, and citrus)라 불린 농업과 목축업, 광업에 의존했지만 2차 대전 이후 제조업과 서비스업 중심으로 재편되었다.
2018년 매리코파 카운티의 GDP는 2208억 달러로, 전년 대비 4.5% 성장했다. 주요 산업은 규모 순으로 부동산(310억 달러), 금융(213억 달러), 제조업(168억 달러), 의료(157억 달러), 유통(149억 달러), 도매(129억 달러), 전문 서비스(128억 달러), 건설(104억 달러), 폐기물 관리(91억 달러), 관광(68억 달러)이다.
제조업에는 전자산업과 항공우주산업, 화학산업, 식품산업이 주요 산업이다. 피닉스는 미국 내 반도체 산업의 중심지로 실리콘 사막이라고도 불린다. 피닉스는 인텔의 두번째로 큰 미국 내 거점으로 13,000명을 고용한다. 2020년에는 TSMC가 120억 달러를 투자해 공장을 건설하겠다고 발표했다. 도시 내 항공우주산업의 주요 기업에는 허니웰이 있다.

## 스포츠
피닉스를 연고지로 하는 프로스포츠 팀은 메이저 리그 야구에서는 애리조나 다이아몬드백스, NBA 농구에서는 피닉스 선스, WNBA 여자농구에서는 피닉스 머큐리가 있다.

## 인구
| 인구조사              | 인구      | Note   | %±     |
| --------------------- | --------- | ------ | ------ |
| 1870년                | 240       |        | —      |
| 1880년                | 1,708     |        | 611.7% |
| 1890년                | 3,152     |        | 84.5%  |
| 1900년                | 5,544     |        | 75.9%  |
| 1910년                | 11,314    |        | 104.1% |
| 1920년                | 29,053    |        | 156.8% |
| 1930년                | 48,118    |        | 65.6%  |
| 1940년                | 65,414    |        | 35.9%  |
| 1950년                | 106,818   |        | 63.3%  |
| 1960년                | 439,170   |        | 311.1% |
| 1970년                | 581,572   |        | 32.4%  |
| 1980년                | 789,704   |        | 35.8%  |
| 1990년                | 983,403   |        | 24.5%  |
| 2000년                | 1,321,045 |        | 34.3%  |
| 2010년                | 1,445,632 |        | 9.4%   |
| 2019 (추산)           | 1,680,992 | [ 10 ] | 16.3%  |
| U.S. Decennial Census |           |        |        |

2020년 미국 인구 조사에 따르면 피닉스의 인종 구성은 다음과 같다:
- 백인: 49.7% (비히스패닉 백인 42.2%)
- 흑인: 7.8%
- 미국 원주민: 2.6%
- 아시아인: 4.1%
- 태평양 원주민: 0.2%,
- 혼혈: 15.5%
- 히스패닉: 41.1%

## 기후
| 피닉스 (피닉스 국제공항)의 기후                                                                | 피닉스 (피닉스 국제공항)의 기후 | 피닉스 (피닉스 국제공항)의 기후 | 피닉스 (피닉스 국제공항)의 기후 | 피닉스 (피닉스 국제공항)의 기후 | 피닉스 (피닉스 국제공항)의 기후 | 피닉스 (피닉스 국제공항)의 기후 | 피닉스 (피닉스 국제공항)의 기후 | 피닉스 (피닉스 국제공항)의 기후 | 피닉스 (피닉스 국제공항)의 기후 | 피닉스 (피닉스 국제공항)의 기후 | 피닉스 (피닉스 국제공항)의 기후 | 피닉스 (피닉스 국제공항)의 기후 | 피닉스 (피닉스 국제공항)의 기후 |
| 월                                                                                             | 1월                             | 2월                             | 3월                             | 4월                             | 5월                             | 6월                             | 7월                             | 8월                             | 9월                             | 10월                            | 11월                            | 12월                            | 연간                            |
| ---------------------------------------------------------------------------------------------- | ------------------------------- | ------------------------------- | ------------------------------- | ------------------------------- | ------------------------------- | ------------------------------- | ------------------------------- | ------------------------------- | ------------------------------- | ------------------------------- | ------------------------------- | ------------------------------- | ------------------------------- |
| 역대 최고 기온 °C (°F)                                                                         | 31 (88)                         | 33 (92)                         | 38 (100)                        | 41 (105)                        | 46 (114)                        | 50 (122)                        | 49 (121)                        | 47 (117)                        | 47 (116)                        | 42 (107)                        | 37 (99)                         | 31 (87)                         | 50 (122)                        |
| 일평균 최고 기온 °C (°F)                                                                       | 19.8 (67.6)                     | 21.6 (70.8)                     | 25.6 (78.1)                     | 29.7 (85.5)                     | 34.7 (94.5)                     | 40.1 (104.2)                    | 41.4 (106.5)                    | 40.6 (105.1)                    | 38.0 (100.4)                    | 31.8 (89.2)                     | 24.7 (76.5)                     | 19.0 (66.2)                     | 30.6 (87.1)                     |
| 일일 평균 기온 °C (°F)                                                                         | 13.8 (56.8)                     | 15.5 (59.9)                     | 19.1 (66.3)                     | 22.9 (73.2)                     | 27.8 (82.0)                     | 33.0 (91.4)                     | 35.3 (95.5)                     | 34.7 (94.4)                     | 31.8 (89.2)                     | 25.2 (77.4)                     | 18.4 (65.1)                     | 13.2 (55.8)                     | 24.2 (75.6)                     |
| 일평균 최저 기온 °C (°F)                                                                       | 7.8 (46.0)                      | 9.4 (49.0)                      | 12.5 (54.5)                     | 16.0 (60.8)                     | 20.8 (69.5)                     | 25.9 (78.6)                     | 29.2 (84.5)                     | 28.7 (83.6)                     | 25.6 (78.1)                     | 18.7 (65.6)                     | 12.1 (53.7)                     | 7.4 (45.3)                      | 17.8 (64.1)                     |
| 역대 최저 기온 °C (°F)                                                                         | −9 (16)                         | −4 (24)                         | −4 (25)                         | 2 (35)                          | 4 (39)                          | 9 (49)                          | 17 (63)                         | 14 (58)                         | 8 (47)                          | 1 (34)                          | −3 (27)                         | −6 (22)                         | −9 (16)                         |
| 평균 강수량 mm (인치)                                                                          | 22 (0.87)                       | 22 (0.87)                       | 21 (0.83)                       | 5.6 (0.22)                      | 3.3 (0.13)                      | 0.51 (0.02)                     | 23 (0.91)                       | 24 (0.93)                       | 14 (0.57)                       | 14 (0.56)                       | 14 (0.57)                       | 19 (0.74)                       | 183 (7.22)                      |
| 평균 강수일수 (≥ 0.01 인치)                                                                    | 3.8                             | 4.1                             | 3.1                             | 1.5                             | 1.0                             | 0.5                             | 3.9                             | 4.6                             | 2.5                             | 2.2                             | 2.2                             | 4.0                             | 33.4                            |
| 평균 상대 습도 (%)                                                                             | 50.9                            | 44.4                            | 39.3                            | 27.8                            | 21.9                            | 19.4                            | 31.6                            | 36.2                            | 35.6                            | 36.9                            | 43.8                            | 51.8                            | 36.6                            |
| 평균 월간 일조시간                                                                             | 256.0                           | 257.2                           | 318.4                           | 353.6                           | 401.0                           | 407.8                           | 378.5                           | 360.8                           | 328.6                           | 308.9                           | 256.0                           | 244.8                           | 3,871.6                         |
| 가능 일조율                                                                                    | 81                              | 84                              | 86                              | 90                              | 93                              | 95                              | 86                              | 87                              | 89                              | 88                              | 82                              | 79                              | 87                              |
| 출처: 미국 해양대기청 (평년값: 1991년~2020년, 극값: 1895년~현재, 상대습도/일조: 1961년~1990년) |                                 |                                 |                                 |                                 |                                 |                                 |                                 |                                 |                                 |                                 |                                 |                                 |                                 |

## 갤러리

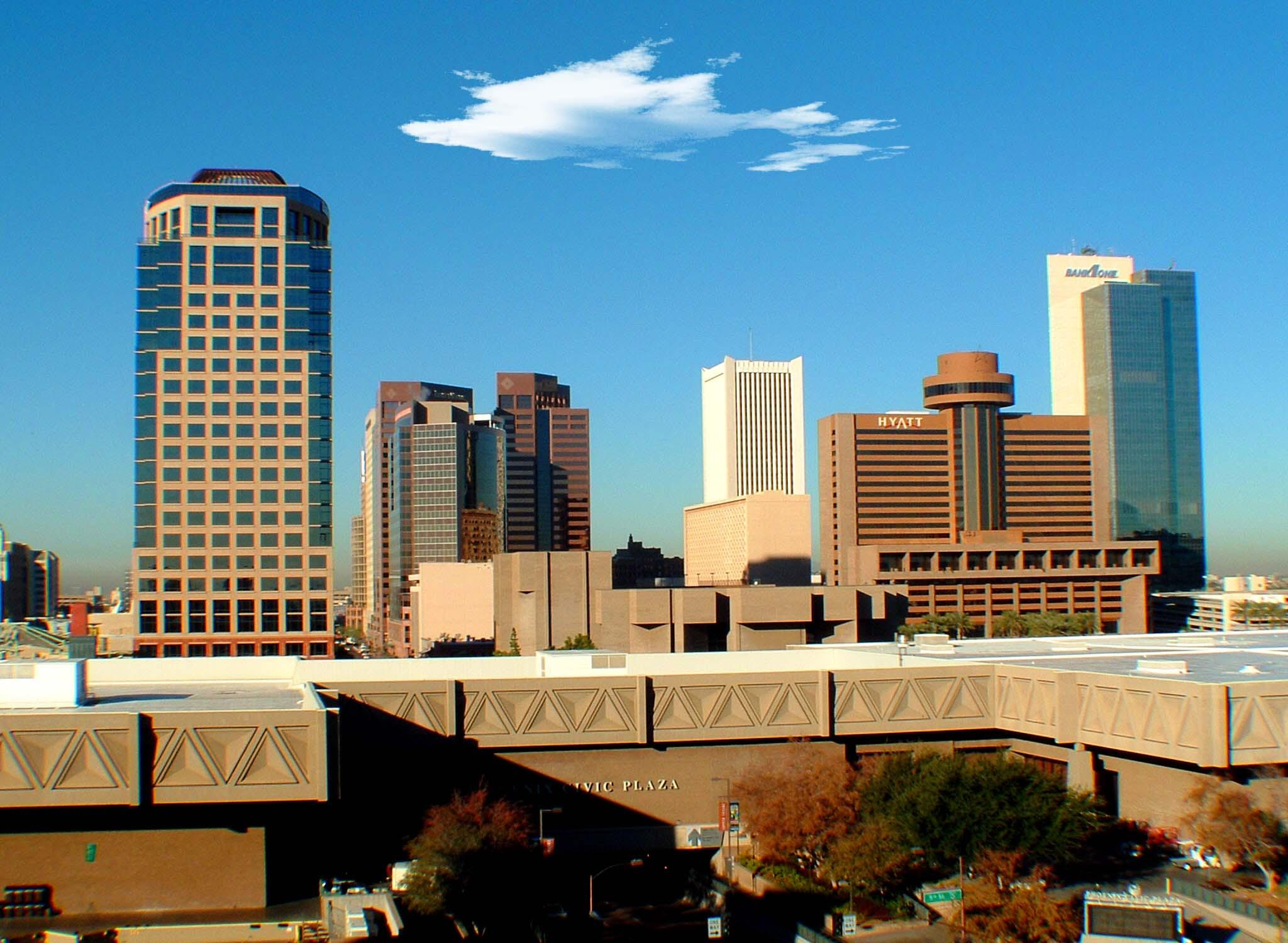
피닉스시의 스카이라인

## 자매결연 도시
애리조나주의 피닉스는 피닉스 자매결연 도시 위원회의 결정에 따라 10개 이상의 도시들과 자매도시 관계를 유지하고 있다. 대한민국에서는 수원시와 함양군이 자매결연을 맺어 교류한다.

## 같이 보기
- 피닉스 스카이 하버 국제공항

## 참조
1. ↑  “보관된 사본” (PDF). 2008년 4월 5일에 원본 문서 (PDF)에서 보존된 문서. 2008년 5월 26일에 확인함.
2. ↑  “보관된 사본”. 2007년 9월 14일에 원본 문서에서 보존된 문서. 2008년 5월 26일에 확인함.
3. ↑  《글로벌 세계 대백과사전》〈피닉스〉
4. ↑  “A Relatively Brief History of Development in Phoenix”. 《Local First Arizona》.
5. ↑  “Red vs. Blue, Rural vs. Urban: Arizona’s Voting Patterns in 2022 Show Familiar Divide” (영어). 2023년 7월 19일에 확인함.
6. ↑  “GDP by County, Metro, and Other Areas | U.S. Bureau of Economic Analysis (BEA)”. 2023년 7월 19일에 확인함.
7. ↑  “BEA Interactive Data Application”. 2023년 7월 19일에 확인함.
8. ↑  “Intel in Arizona” (영어). 2023년 7월 19일에 확인함.
9. ↑  “How Phoenix became the "semiconductor desert"”. 《Axios Phoenix》.
10. ↑  “Population and Housing Unit Estimates”. 2020년 5월 21일에 확인함.
11. ↑  “Census of Population and Housing”. Census.gov. 2016년 6월 4일에 확인함.
12. ↑  “NowData – NOAA Online Weather Data”. 미국 해양대기청. 2021년 5월 22일에 원본 문서에서 보존된 문서. 2021년 10월 10일에 확인함.
13. ↑  “Summary of Monthly Normals 1991–2020”. 미국 해양대기청. 2023년 7월 1일에 원본 문서에서 보존된 문서. 2021년 10월 11일에 확인함.
14. ↑  “WMO Climate Normals for PHOENIX/SKY HARBOR INTL, AZ 1961–1990”. 미국 해양대기청. 2023년 7월 1일에 원본 문서에서 보존된 문서. 2021년 10월 10일에 확인함.
15. ↑  Sister Cities information obtained from the Phoenix Sister Cities Commission 보관됨 2013-07-24 - 웨이백 머신." 2022년 12월 18일 재확인
16. ↑  수원뉴스 - 수원특례시와 국제 자매도시로 선정된 미국 애리조나주의 주도 피닉스시

내용주